# California (film 1944)
California è un film del 1944, diretto da Frank Ryan e fu l'unico film in Technicolor girato da Deanna Durbin.
La sceneggiatura si basa sul romanzo Girl of the Overland Trail di Samuel J. e Curtis B. Warshawsky.

## Trama
All'epoca della corsa all'oro, a Washington il senatore Frost fa in modo di mandare in California il tenente Robert Latham, un pretendente della figlia, che lui reputa un cacciatore di dote. Caroline, la ragazza, non è dello stesso avviso e, nonostante l'opposizione del padre, parte in treno per l'Ovest, alla ricerca del suo innamorato. Si scatena una grande caccia per ritrovare la figlia del senatore che sembra sparita. Frost offre un premio di cinquemila dollari a chi gli riporterà Caroline che, nel frattempo, è arrivata a Independence, nel Missouri, da dove l'unità di Robert è partita alla volta di Fort Richards. La ragazza, però, scopre che non ci sono più posti sulla carovana in partenza per l'Ovest. Senza perdersi d'animo, compera un cavallo e un carro da Sad Sam per scoprire quasi subito che lui non ne era il proprietario. Ritrova il truffatore in una sala da gioco dove, a un tavolo, lui sta perdendo tutti i suoi soldi con Lawlor, un cercatore d'oro. Caroline, allora, cerca di farsi restituire il denaro da Lawlor ma costui riconosce in lei la figlia del senatore e minaccia di consegnarla per ottenere il premio. Caroline gli offre il doppio per farsi accompagnare in California, dicendogli che sarà pagato all'arrivo da Jake Carstairs, un milionario che lei chiama il suo "fidanzato". Insieme a due russi scalcagnati, Caroline e Lawler si uniscono alla carovana in partenza per l'Ovest. Durante il viaggio, i due si innamorano: dopo che si sono scambiati la promessa di eterno amore, Lawler fa sapere a Carstairs che Caroline ama lui. La ragazza, che non ha mai incontrato il milionario, riesce a persuaderlo di sostenerle il gioco; ma, giunge inaspettatamente la moglie di Carstairs che lo accusa di tradirla. La situazione si fa ancora più ingarbugliata quando arriva anche Robert, il fidanzato di Caroline. Alla fine, tutto si chiarisce e Caroline e Lawler possono continuare il loro idillio.

## Produzione
Il film fu prodotto dall'Universal Pictures con il titolo di lavorazione Caroline; le riprese durarono dal 13 giugno a metà settembre 1944. Secondo il materiale pubblicitario dell'Universal, alcune scene furono girate nello Utah, a Cedar City, mentre altre furono effettuate al Lake Arrowhead, in California.

### Musiche
Jerome Kern e Hans J. Salter furono candidati all'Oscar per la miglior colonna sonora.
La canzone More and More, musica di Jerome Kern, testo di E. Y. Harburg, fu candidata al Premio Oscar 1946

#### Canzoni
- More and More
- Elbow Room
- Any Moment Now
- Swing Your Sweetheart 'Round the Fire
- Californi-I-Ay
- Can't Help Singing

## Distribuzione
Il copyright del film, richiesto dalla Universal Pictures Co., Inc., fu registrato l'11 dicembre 1944 con il numero LP13012.
Distribuito dall'Universal Pictures, il film uscì nelle sale cinematografiche USA il 29 dicembre dopo essere stato presentato in prima a New York il 25 dicembre 1944.